# Otto Kohn
Otto Kohn (6. prosince 1887 Líbeznice – 10. července 1965 New York) byl český architekt židovského původu. Řadu staveb realizoval se svým bratrem Karlem Kohnem.
Otto Kohn je otcem matematika Josefa Kohna, který vyučoval na Princetonské univerzitě, a nejspíš také biologickým otcem režiséra Miloše Formana.

## Život
Rodina jeho matky Schwarzové byla před válkou zcela asimilovaná bohatá pražská židovská rodina. Dědeček ze strany otce byl ortodoxní žid, jehož synové byli praktikující, ale neortodoxní židé. Sami bratři Otto i Karl Kohnovi vystudovali na pražské německé technice. Nejdříve projektovali budovy ovlivněné expresionismem a později funkcionalismem.
V roce 1938 většina rodiny Kohnů (více než 20 členů rodiny) před nacisty uprchla do Francie a poté odcestovala do ekvádorského Quita. Rodina jeho matky za války zůstala v Praze a byla vyvražděna nacisty v koncentračních táborech.
Bratři Kohnové v Quitu nadále projektovali a vyučovali architektuře. Rodina Otty Kohna byla česky mluvící pražská židovská rodina.
Otto Kohn se po válce v roce 1945 i s rodinou přestěhoval do USA, kde se stal bytovým architektem.

## Dílo

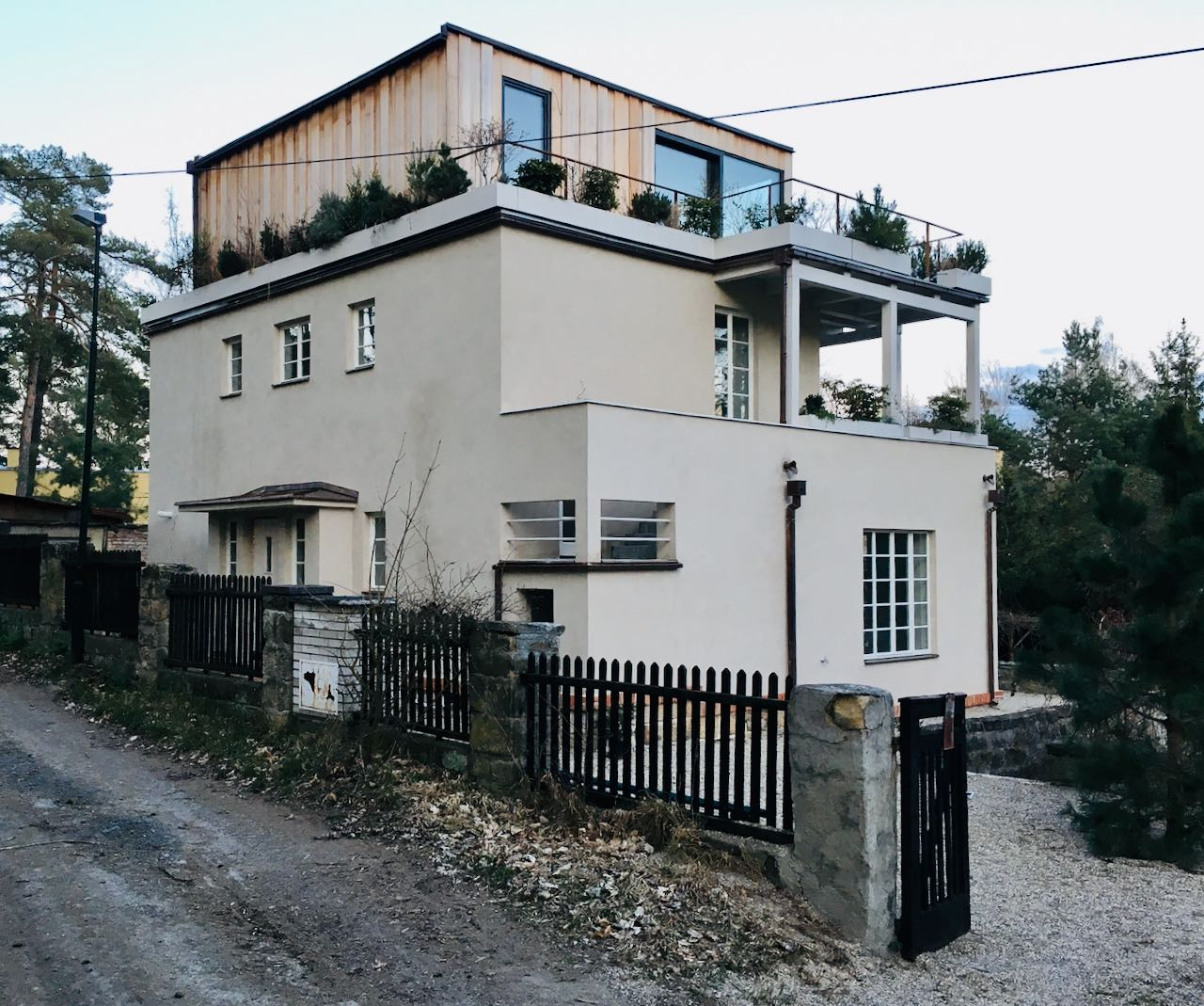
Vila Kohn ve Starých Splavech

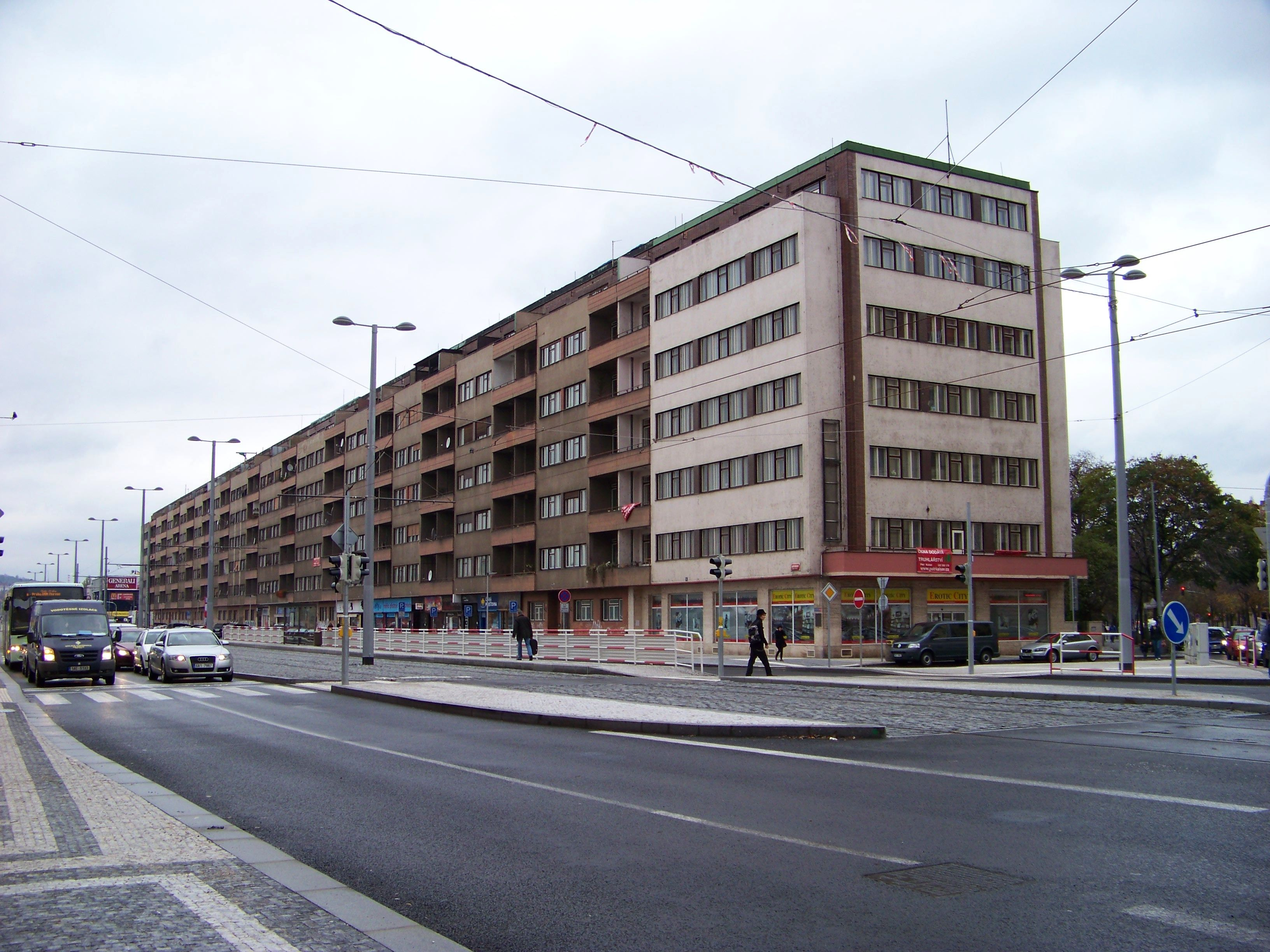
Blok Molochov na Letné

Dílu architektů Kohnů se mj. věnovala i výstava Splátka dluhu a stejnojmenná publikace věnovaná zmizelým židovským nebo německy mluvícím architektům v Československu. Mezi domy postavené Otto Kohnem patří například známá Janečkova vila či letenský Molochov v Praze.

### Vybrané stavby a realizace bratrů Kohnů
- Vila Kohn, Pod Fialkou 2139/2, Praha 5 – vlastní vila rodiny Kohnů na Strahově s pultovou střechou[6]
- Vila U Klikovky 2067/19, Ke Klimentce 2067/51, Praha 5
- Vila Slunná 586/12, Dělostřelecká 586/13, Praha 6 – vila na Ořechovce
- Vila Na Zámečnici v Praze
- Vila Pod Habrovou 11/371 ve vilové čtvrti na Barrandově
- Kohnova vila, Lázeňský vrch, Staré Splavy[7]
- Vila Dela, Lázeňský vrch, Staré Splavy
- Přestavba penzionu Rut pro rodiče Miloše Formana, Lázeňský vrch, Staré Splavy[8]

- vila zvaná Kolotoč, Týnec nad Sázavou – pro zakladatele firmy Jawa
- 3 vily u Máchova jezera – jednou je Vila Dela, další z nich před emigrací Kohnovi pronajali rodině Miloše Formana. Stát ji znárodnil v 50. letech a poté levně odprodal příslušníkovi SNB, který zde žije dodnes.[9]
- Činžovní dům, Na Výtoni 706/10, Praha 2 - Nové Město
- Činžovní dům, Veverkova 1101/1, Kostelní 1101/10, Praha 7 – rohový činžovní dům v Holešovicích s elegantním horním kruhovým balkónem má podobně řešený vchod a vstupní dveře jako Molochov
- Molochov – blok funkcionalistických domů na Letné
  - Milady Horákové 84/851, Praha 7 – činžovní dům
  - Milady Horákové 86/850, Praha 7 – činžovní dům
  - Milady Horákové 88/849, Praha 7 – činžovní dům
  - Milady Horákové 90/848, Praha 7 – činžovní dům
  - Milady Horákové 96/845, Praha 7 – činžovní dům
  - Mléčný bar VMF v „americkém slohu“ – design baru v Molochově (nyní „Ortopedické pomůcky“)
- Palác Metro, Revoluční 772/21, Hradební 772/12, Praha 1
- Brockův dům, Rybná 678/9, Praha 1
- někdejší Hotel Meteor v Praze